# Archeguina disparata
Archeguina disparata är en insektsart som beskrevs av Young 1993. Archeguina disparata ingår i släktet Archeguina och familjen dvärgstritar. Inga underarter finns listade i Catalogue of Life.